# Dolní Lažany (Třebíči járás)
Dolní Lažany település Csehországban, a Třebíči járásban. Dolní Lažany Vícenice, Lesůňky, Šebkovice, Jakubov u Moravských Budějovic, Jaroměřice nad Rokytnou, Bohušice, Lesonice és Babice településekkel határos. Lakosainak száma 155 fő (2024. január 1.).

## Népesség
A település lakosságának változását az alábbi diagram mutatja:
| Lakosok száma | 247  | 268  | 274  | 189  | 149  | 152  | 150  | 148  | 158  | 155  |
|               | 1869 | 1890 | 1921 | 1950 | 1980 | 2001 | 2017 | 2019 | 2022 | 2024 |